# Флорин Корт
Флорин Корт (англ. Florin Court) — десятиэтажное жилое здание, выполненное в стиле стримлайн модерн (ответвление ар-деко), реестровое здание Великобритании 2-й степени, построенное в 1936 году. Расположено на восточной стороне площади Чартерхаус в районе Смитфилд в Лондоне.

## История
Здание построено в 1936 году "Guy Morgan and Partners", который до 1927 года работал на Эдвина Лаченса, а двумя годами ранее успешно завершил строительство аналогичного комплекса Cholmeley Lodge в районе Хайгейт, отличающегося изогнутым фасадом с "крыльями", садом на крыше, откосами на восьмом и девятом этажах и бассейном в подвале.
Стены Флорин Корта из бежевого кирпича уложены на стальной каркас и были изготовила компанией "Williamson Cliff Ltd." (базируется в Стамфорде, Линкольншир). Здание в общей сложности имеет 10 этажей, 120 квартир, 2 лифта. В подвале находятся помещения общего пользования — бассейн, сауна, тренажёрный зал, комната отдыха с небольшой библиотекой, зона Wi-Fi, прачечная и гараж, — доступ в которые бесплатен для всех жителей.
В конце 1980-х годов компания "Regalian properties" отремонтировала здание по проекту архитекторов "Hildebrand & Clicker", изменив внутреннюю планировку на современный манер и добавив удобства. В одноэтажном здании за зданием располагались два корта для игры в сквош (в 2015 году они были преобразованы в двухэтажное офисное помещение, переименованное в "Florin Court Studios").
Трёхэтажные здания в георгианском стиле Чартерхаус-сквер №6-9, перед Florin Court, до 1859 года были домом викария и школой для знатных девочек, которые позже были преобразованы в общежитие для прислуги, приобретённое в 1872 году компанией "Copestake, Crampton & Co. Ltd" (производители и оптовики кружев на Чипсайде). Общежитие вмещало до 100 мужчин и 18 женщин, но с переездом компании в Ноттингем здание продали, чтобы компенсировать часть убытков 1934 года.
В 2003 году зданию была присвоена 2-я степень памятника архитектуры Великобритании.

В субботу, 20 июля 2013 года, в квартире на первом этаже произошёл пожар, жильцов пришлось эвакуировать. Фасад потребовал серьёзных реставрационных работ, которые продолжались почти год, поскольку некоторые оригинальные материалы, использовавшиеся в 1930-х годах, важно было приобрести именно в Великобритании.

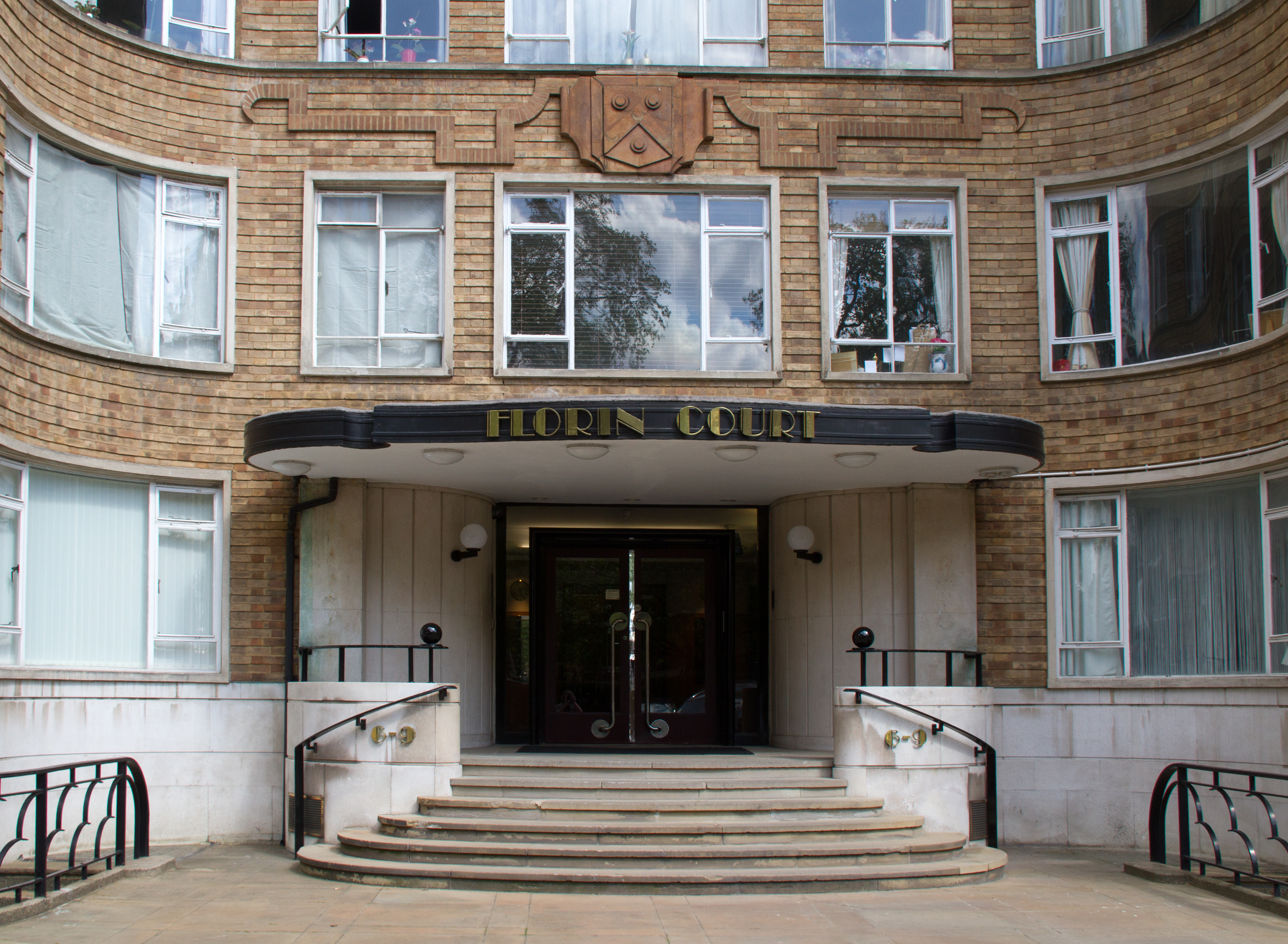
Вход
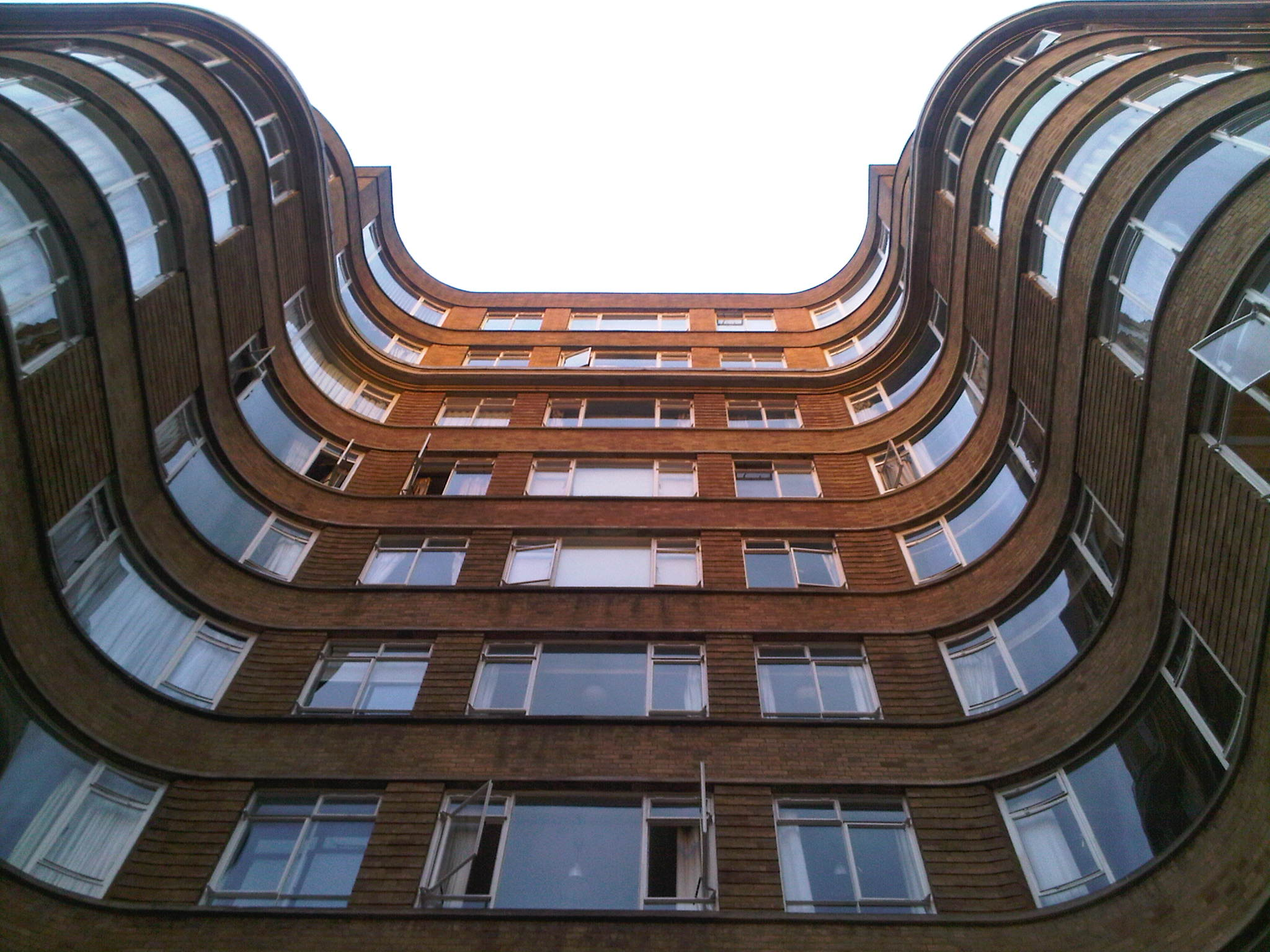
Изогнутый фасад
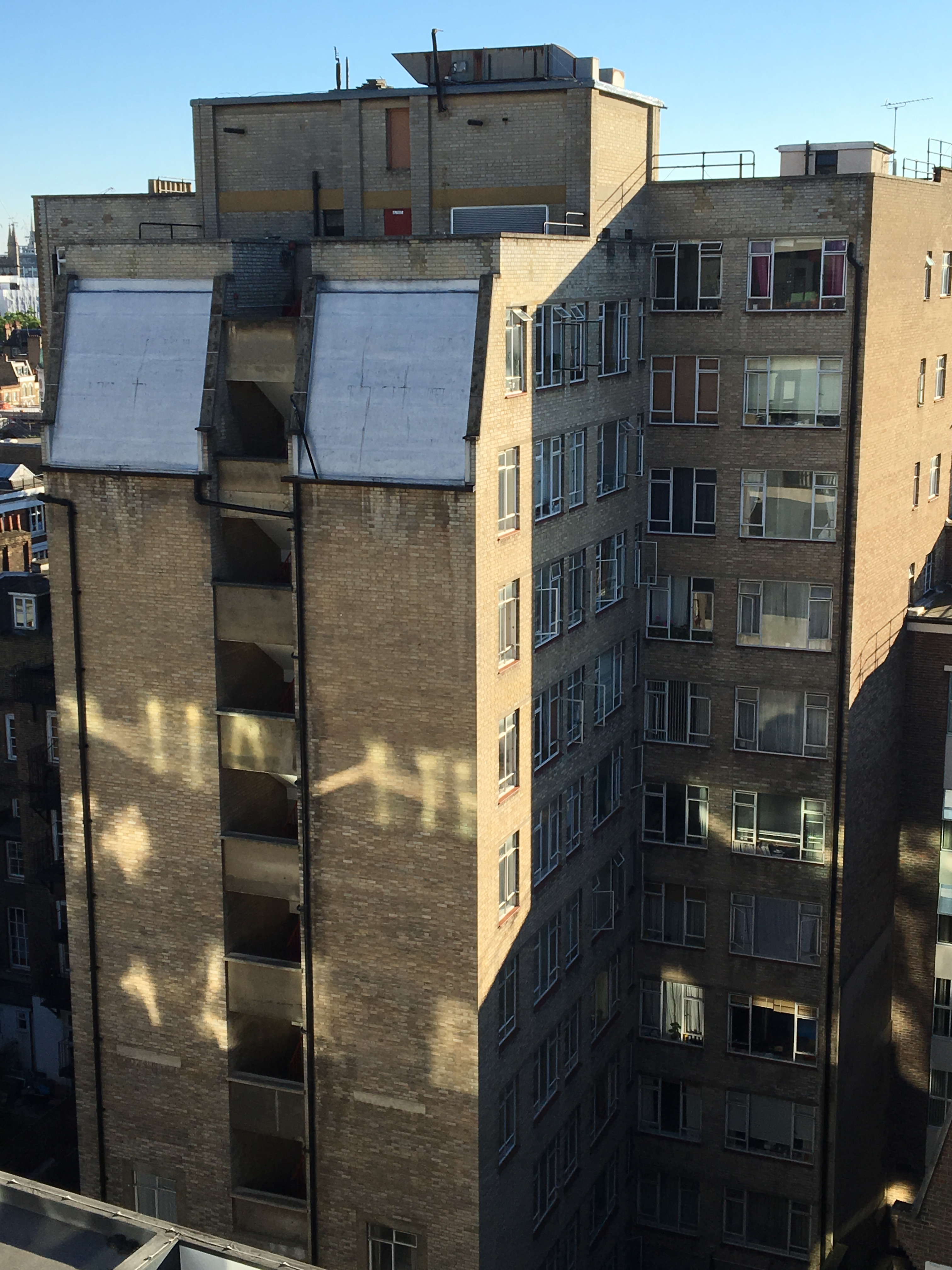
Задняя сторона здания
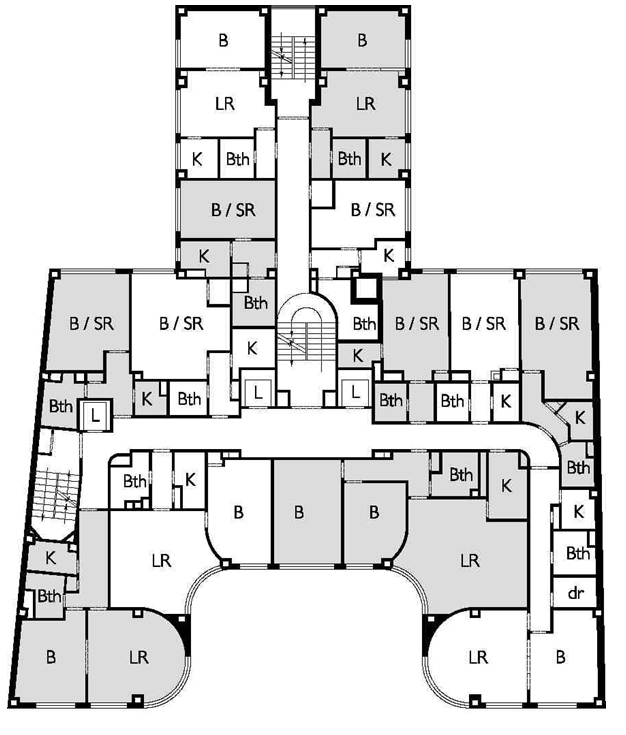
План этажа
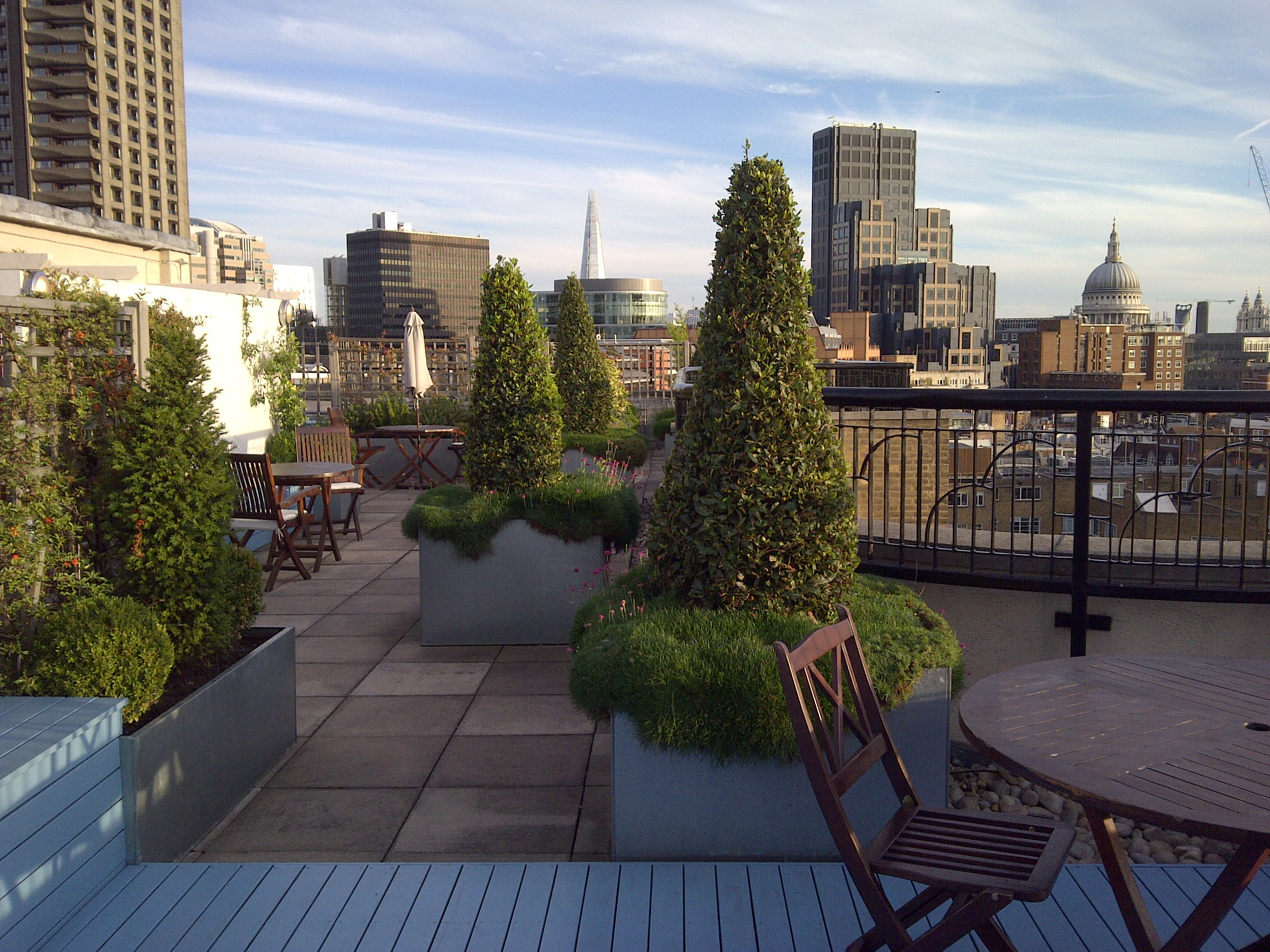
Садовая терраса на крыше
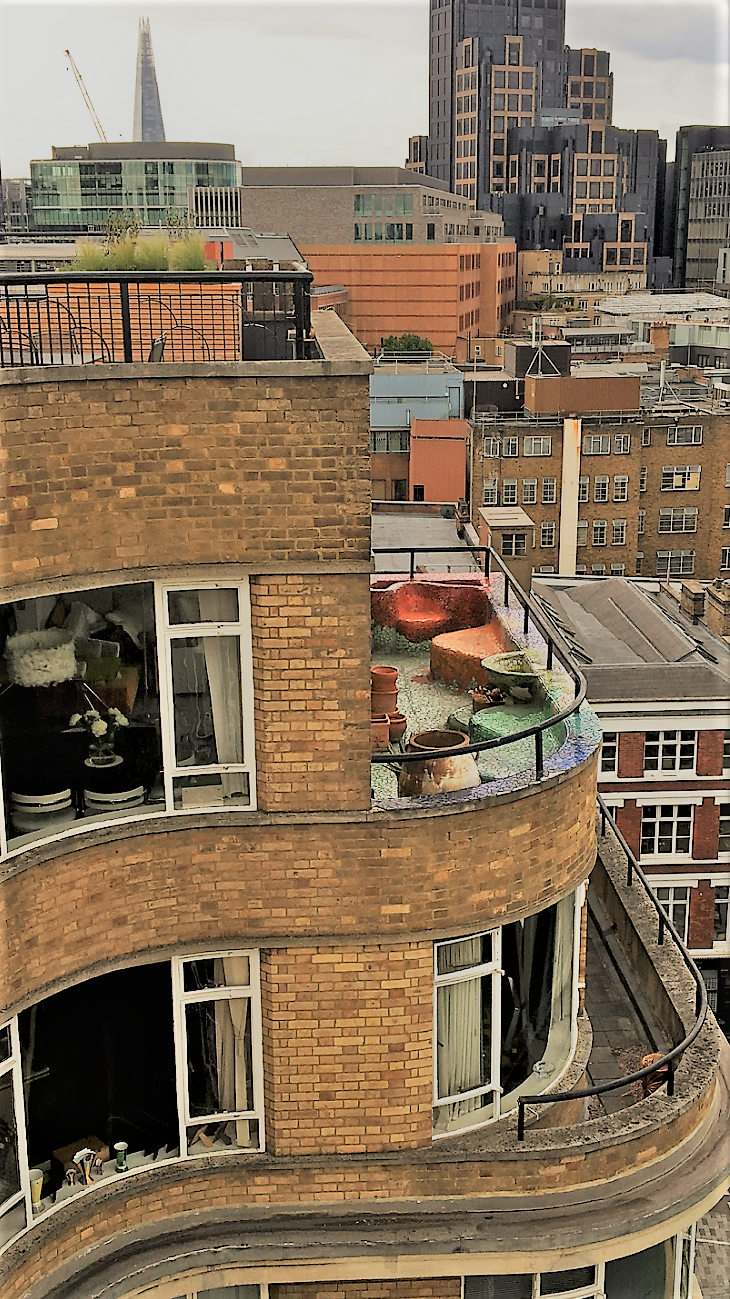
Уступы и балконы
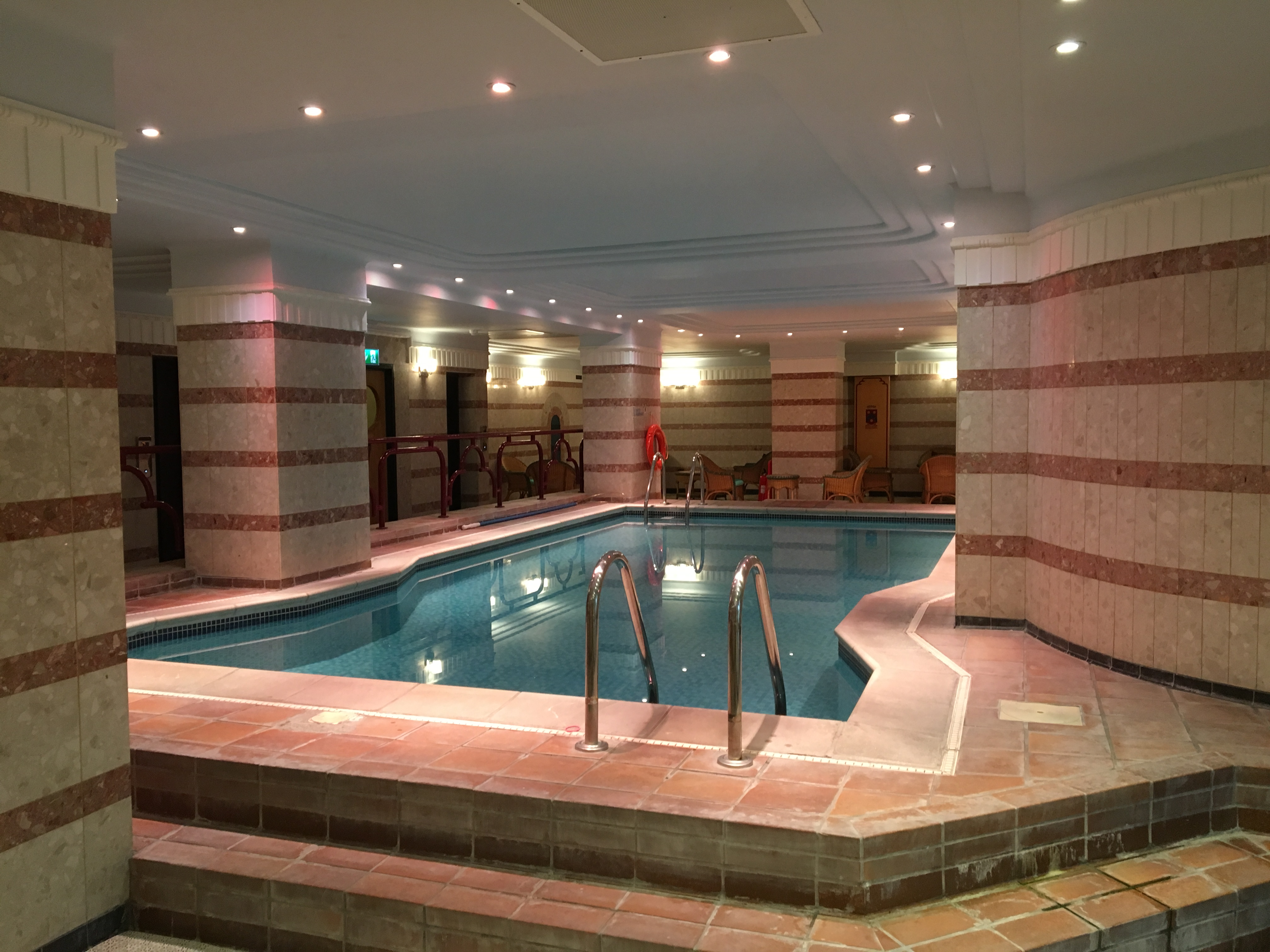
Бассейн
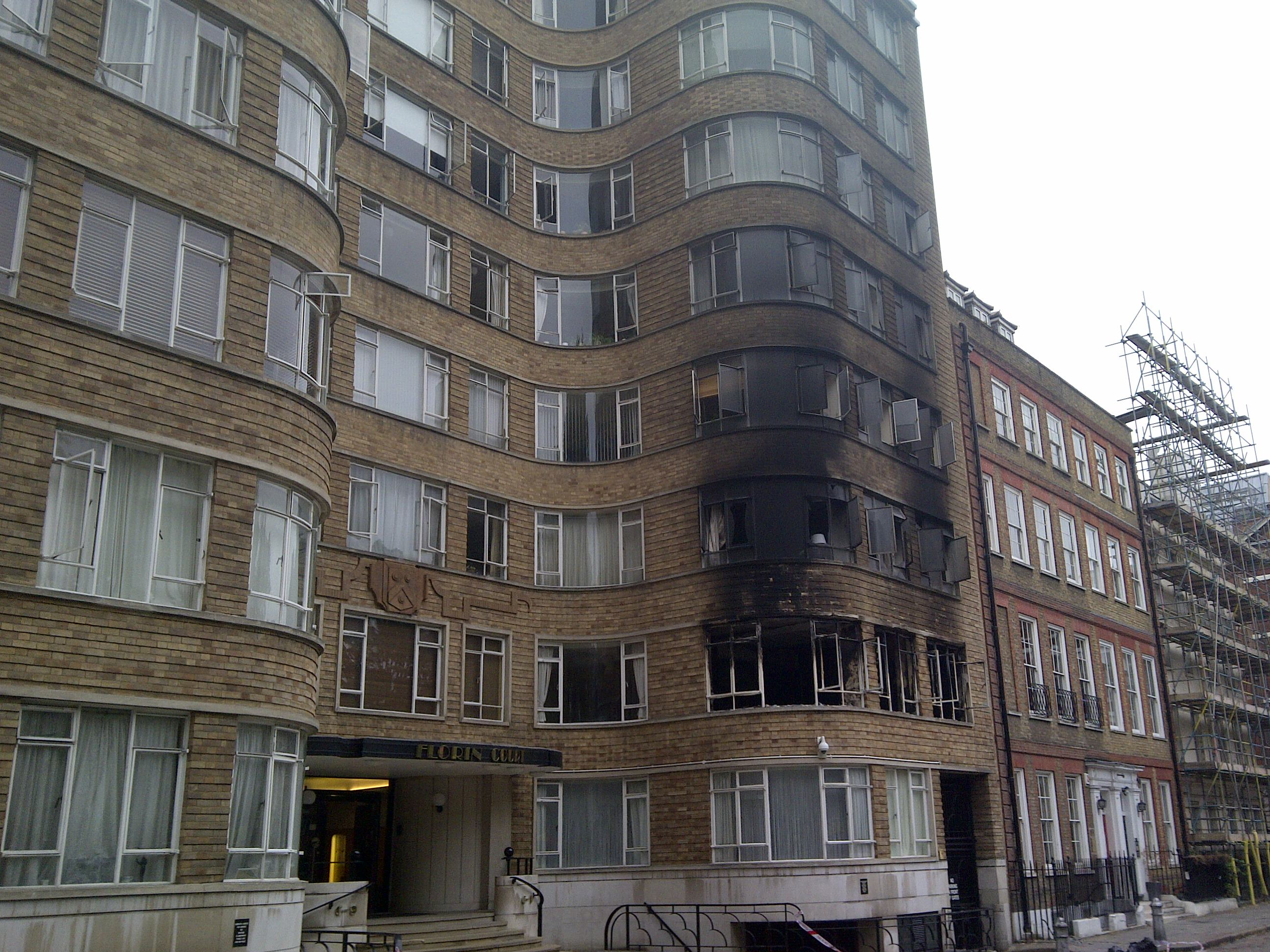
Ущерб от пожара

## В кино
Под названием Whitehaven Mansions здание появляется в сериале «Пуаро Агаты Кристи» (1989—2013) как лондонский дом главного героя. Наряду с экстерьером Флорин Корта на протяжении всех 24 лет производства снимались и сцены в интерьерах здания.
В марте 2019 года здание снова использовалось для съёмок, так как его выбрали домом одного из главных героев мини-сериала «Пенниуорт», спин-оффа «Бэтмена».
В 2022 году экстерьер появился в фильме "Смотрите, как они бегут" как дом персонажей Мелвина Кокера-Норриса и Джио.